# Тоґо Хейхатіро
Маркіз Тоґо Хейхатіро (яп. 東郷 平八郎; 27 січня 1848 — 30 травня 1934) — маршал флоту і один з найвидатніших флотоводців в Імперському флоті Японії. Під його командуванням японський флот під час російсько-японської війни успішно заблокував російську Тихоокеанську ескадру в Порт-Артурі, а потім здобув вирішальну перемогу у битві при Цусімі. Західні журналісти прозвали Тоґо «Нельсоном Сходу».

## Життєпис
Тоґо був третім сином у сім'ї самурая Тоґо Кітізаемона, який служив даймьо з роду Сімадзу.  
Тоґо пережив бомбардування Каґосіми британським флотом у серпні 1863р.
У січні 1868 ррку Хейхатіро призначений на бойовий колісний пароплав Kasuga, на якому взяв участь у битві при Аві, де вперше в бою зійшлися два сучасні японські флоти.
Як офіцер третього класу на кораблі Kasuga Тоґо також брав участь у битві біля бухти Міяко в 1869 році.

### Навчання у Британії
Того вступив у морське училище в Токіо в 1871 році, звідки в лютому наступного року був направлений разом з ще одинадцятьма кадетами на навчання до Англії. Їх окремо заселили у різні пансіонати, де вони мали вивчати англійську мову, манери та звичаї.
Після закінчення початкового навчання, Того був відправлений у Плімут, де як кадет поступив на службу на HMS Worcester. Це судно на той момент було ще й морехідним коледжем, на якому Тоґо служив аж до випускних іспитів, на яких отримав дуже високі бали — його випередив лише один англієць.
У лютому 1875 року Тоґо вийшов у плавання на британському тренувальному судні Hampshire. Метою експедиції була кругосвітня подорож.
Після повернення до Англії, Того прямує до міста Кембридж, де під наглядом преподобного Кепіла вивчає мову та інші науки. Особливо добре юному військовому далась математика.
Через деякий час для продовження свого навчання майбутній японський адмірал вирушає до Портсмута, де готується до вступу до Королівського морського коледжу в Грінвічі.
Після закладки у вересні 1875 року на британських верфях на замовлення японського уряду першого японського броненосця Fusō, Тоґо прямує до Лондона, на Собачий острів, для спостереження за будівництвом корабля.
У 1877 року отримує звістку про смерть трьох своїх братів, які загинули, взявши участь у повстанні провінції Сацума. За визнанням самого Тоґо, тільки віддаленість від батьківщини врятувала його від їхньої долі.
2 травня 1878 року Хейхатіро, вже у чині лейтенанта, повертається до Японії на борту побудованого у Британії нового японського корабля Hiei.

### Франко-китайська війна (1884—1885)
У японському Імператорському флоті Того спочатку служив на кораблі Daini Teibo, а потім був переведений на корвет Amagi. Саме він став першим японським кораблем, який увійшов до китайського договірного порту. Також йому довелося спостерігати морську блокаду Тайваню наприкінці 1884 року і наступні міські бої, коли Жак Дюшен все ще намагався взяти порт штурмом.
У 1885 році Того стає командиром Amagi.

### Японо-китайська війна (1894—1895)
До початку першої японо-китайської війни Тоґо командував крейсером Naniwa. Саме за його наказом було здійснено перший постріл у цій війні.
25 липня 1894 року бронепалубний крейсер Naniwa, разом з крейсерами Yoshino і Akitsushima, займався патрулюванням Жовтого моря і вирушив у бік міста Асана, в якому на той момент були заблоковані китайські війська, що розташовані близько двох єдиних входів в бухту Асана, в зону видимості японських кораблів потрапили два китайські кораблі — Tsi-yuan і Kwang-ji.
Під приводом відсутності вітання у відповідь з боку китайського корабля, Тоґо відкрив вогонь по Jiyuan. Враховуючи малу дистанцію бою, китайський крейсер отримав серйозні пошкодження. Завдяки прикриттю Kwang-ji, Jiyuan зміг врятуватися втечею. Проте сама канонерка була загнана на мілину і знищена вибухом порохового складу.
Незабаром після цього, до місця бою підійшли канонерка Tsao-Kiang і британський транспорт Kowshing, який за наймом займався перевезенням китайських солдатів.
Після формального протесту з боку британського капітана, команда Kowshing погодилася з вимогами японців слідувати до бази флоту як бранців, що ескортуються. Однак це суперечило бажанням десанту, який перевозив транспорт. Китайські солдати зчинили бунт, захопили владу над кораблем і зажадали негайно доставити їх назад до Китаю. На жаль, саме це і призвело до агресивного розвитку подій — за перших ознак опору, Хейхатіро наказав відкрити вогонь по транспорту, внаслідок чого останній затонув. При цьому жоден японський корабель не займався порятунком вцілілих китайців, а підняв на борт лише трьох вцілілих членів екіпажу Kowshing. Після цього Naniwa очолив конвоювання трофейного канонерського човна на базу.
Подібні дії з боку Тоґо ледь не призвели до скандалу та ускладнення відносин між Британією та Японією. Але британським юристам невдовзі довелося відкликати претензії, оскільки було доведено, що дії Хейхатіро абсолютно укладалися в положення про заходи проти бунтівників, прописаних у міжнародному морському праві. Після цього Тоґо уславився великим знавцем ведення справ з іноземцями.

### Російсько-японська війна (1904—1905)
У 1903 році міністр імперських військово-морських сил Ямамото Ґомбей, на превеликий подив, призначає Тоґо верховним головнокомандувачем Об'єднаного флоту. Навіть сам імператор запитував у свого міністра про причини призначення Хейхатіро, на що йому була дана відповідь: «За цією людиною слідує успіх».
За час кампанії Тоґо брав участь в облозі Порт-Артура в 1904 році, а також у бою в Жовтому морі. Однак вінцем його кар'єри є Цусімська битва.
14 травня 1905 року японська ескадра виявила і вступила у бій із російською ескадрою під командуванням віцеадмірала Рожественського. За першу годину бою обидва російські флагмани були виведені з бою — броненосець «Князь Суворов» втратив управління і вийшов з бою, а броненосець «Осляба» був потоплений. Наприкінці наступного дня російський флот втратив 21 корабель (2 з яких були підірвані своїми екіпажами), 5 кораблів та 2 госпітальні судна потрапили в полон. Надалі ще 6 кораблів були інтерновані в іноземних нейтральних портах остаточно війни. Потужність російського флоту на Далекому Сході була підірвана.

### Наступні роки
Після Цусімської битви Тоґо був удостоєний всіх вищих нагород Японії і став начальником Головного морського штабу. В 1914-1924 роках він був одним із вихователів спадкоємця престолу принца Хірохіто — майбутнього імператора Японії. Після закінчення Першої світової війни Того вийшов у відставку і відійшов від справ.

## Нагороди
- Орден Священного скарбу: 
  - 6-го класу (22 листопада 1889);
  - 1-го класу;
- Орден Вранішнього Сонця:
  - 4-го класу (20 серпня 1895);
  - 1-го класу (19 липня 1901);
- Орден Золотого шуліки:
  - 4-го класу (20 серпня 1895);
  - 1-го класу (1 квітня 1906);
- Орден Святої Анни 1-го ступеня (Російська імперія);
- Медаль за участь в японо-китайській війні;
- Медаль за участь в російсько-японській війні;
- Орден Заслуг (Велика Британія) (21 лютого 1906);
- Орден Квітів павловнії (1 квітня 1906);
- Орден хризантеми з ланцюгом:
  - орден (1 квітня 1906);
  - ланцюг (11 листопада 1926);
- Орден Золотого правителя, великий хрест (Корейська імперія; 1906);
- Орден Леопольда I, великий хрест (Бельгія; 1907);
- Орден Почесного легіону, великий офіцер (Франція);
- Королівський Вікторіанський орден, великий хрест (Британська імперія);
- Орден морських заслуг (Іспанія), білий дивізіон;
- Орден Святих Маврикія та Лазаря, великий хрест (Королівство Італія);
- Орден Відродження Польщі, великий хрест (1925).

## Вшанування пам'яті
- На честь адмірала названі містечко Тоґо у японській префектурі Айті та село Тоґо в канадській провінції Саскачеван.[6]

## Галерея

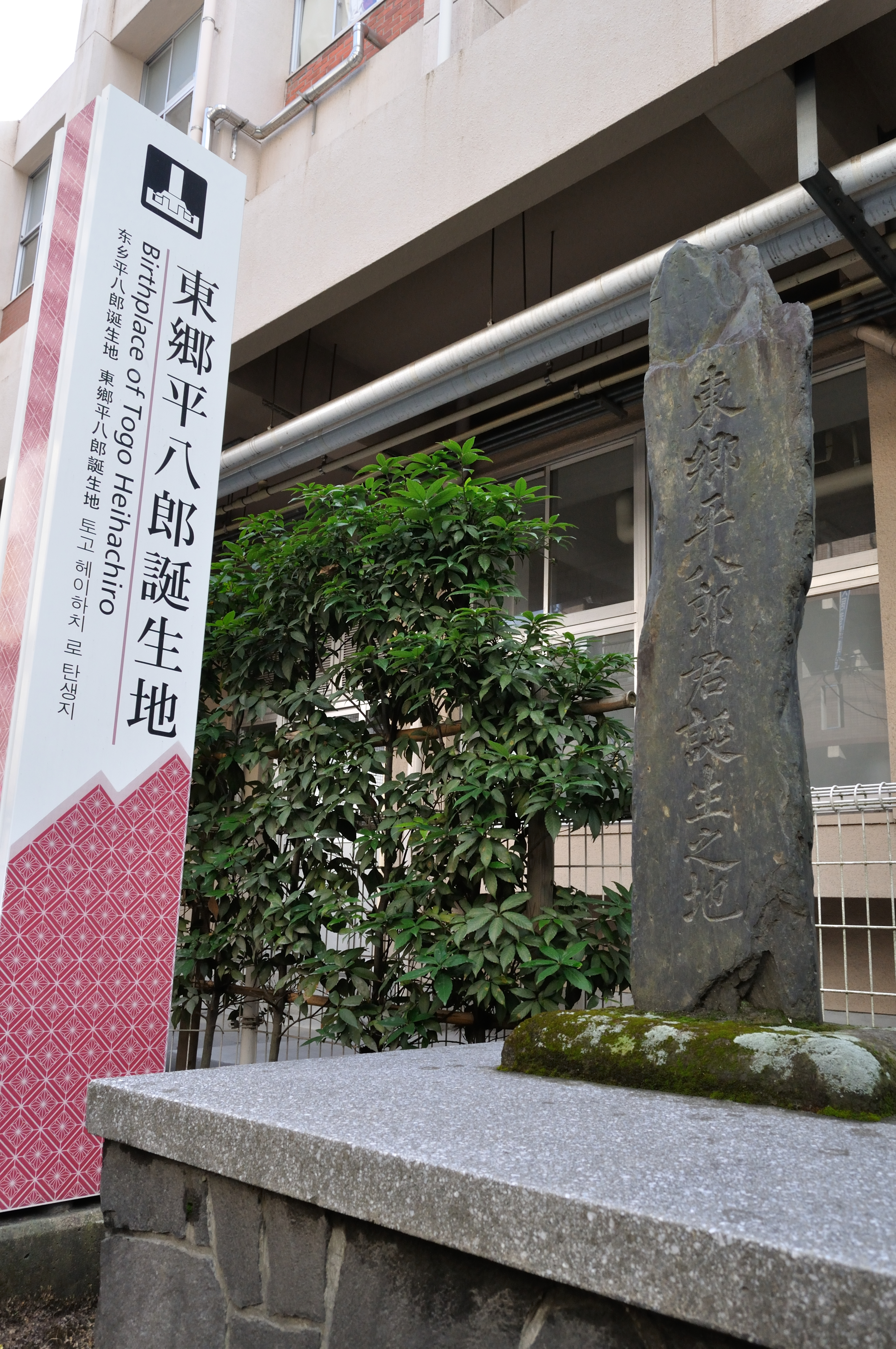
Пам'ятник на місці народження в місті Каґосіма
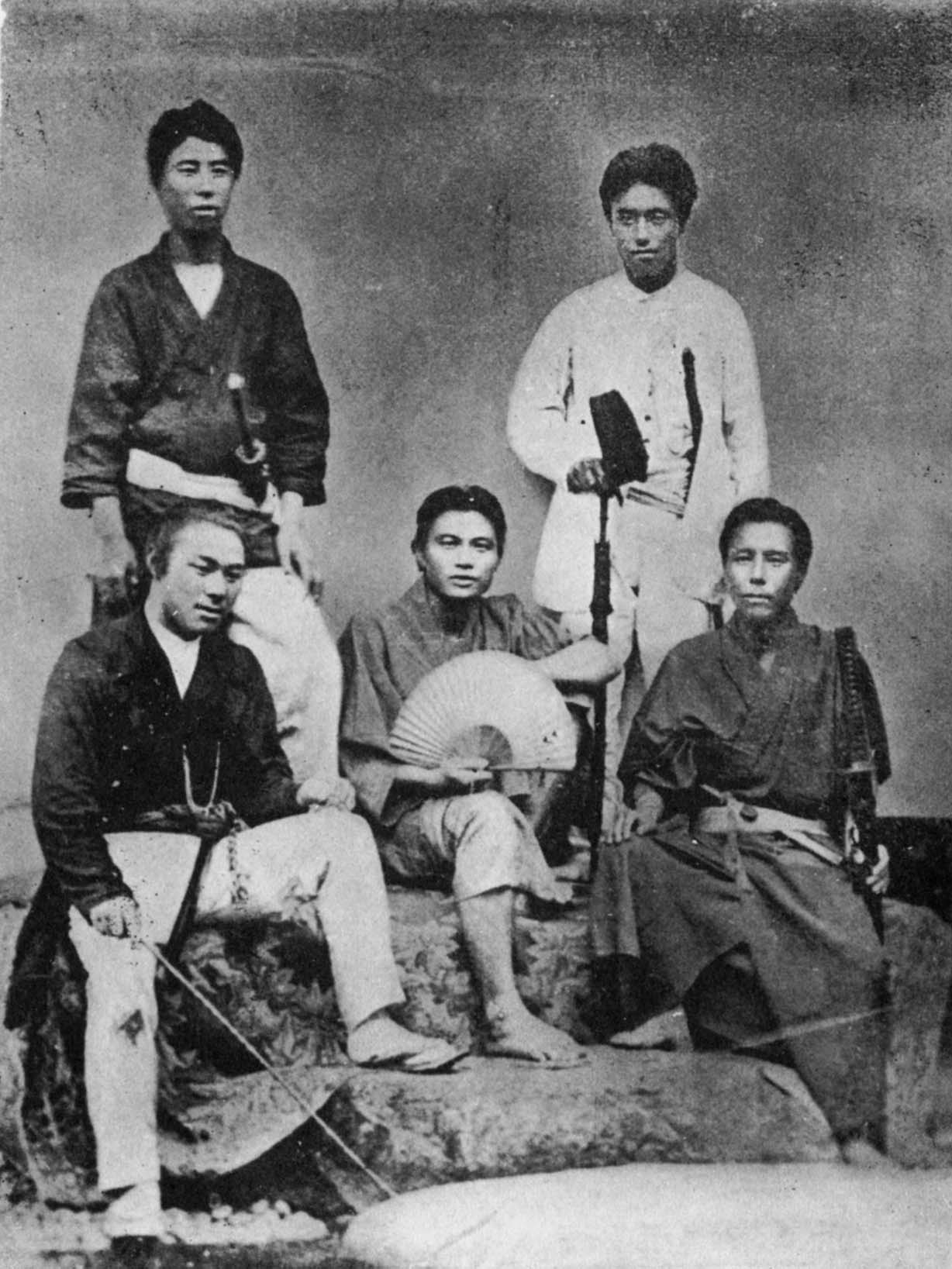
Офіцери японського військового корабля «Касуга Мару». Серпень 1869. Офіцер третього класу Тоґо вдягнений у біле справа у другому ряду.
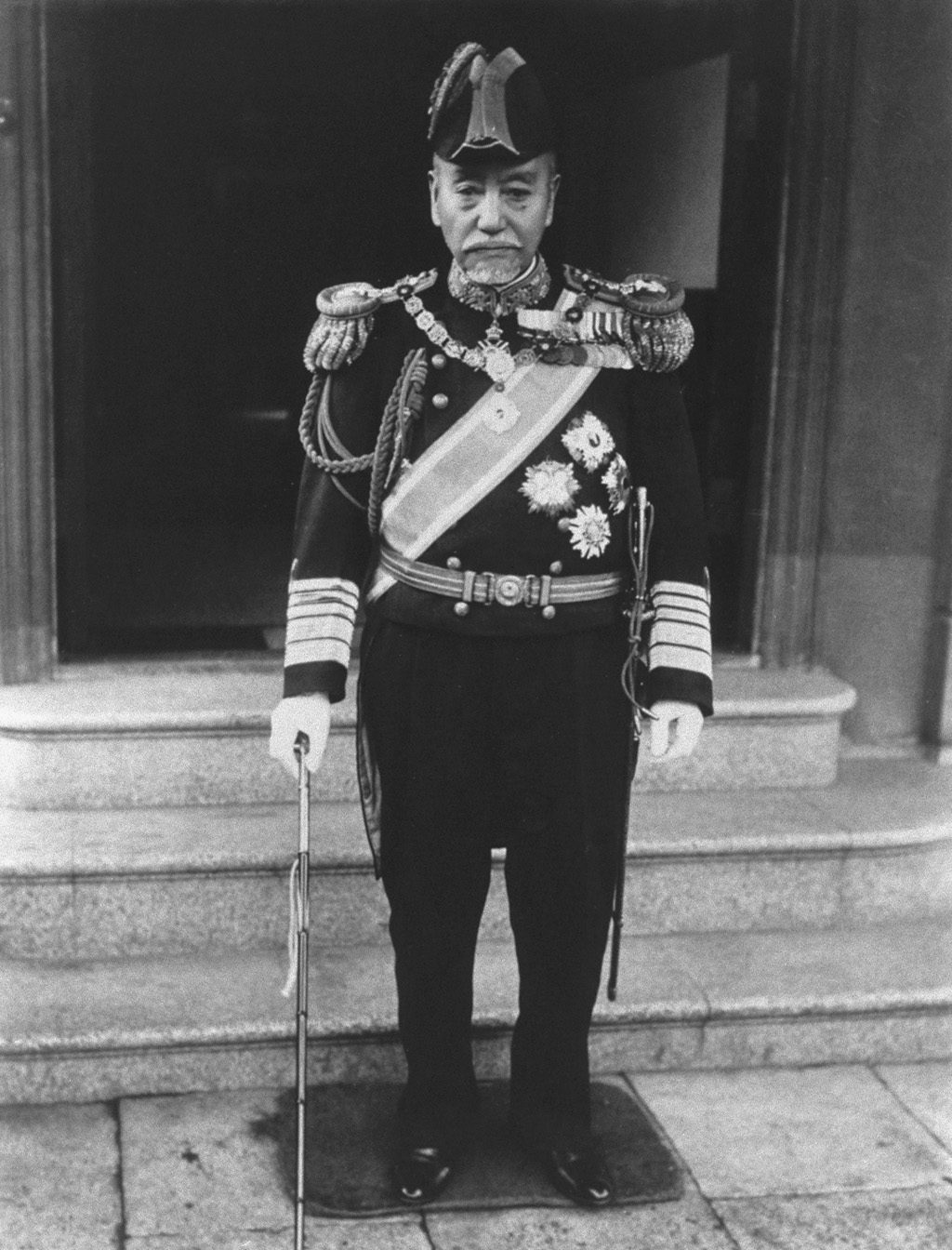
Адмірал Тоґо Хейхатіро у парадній уніформі
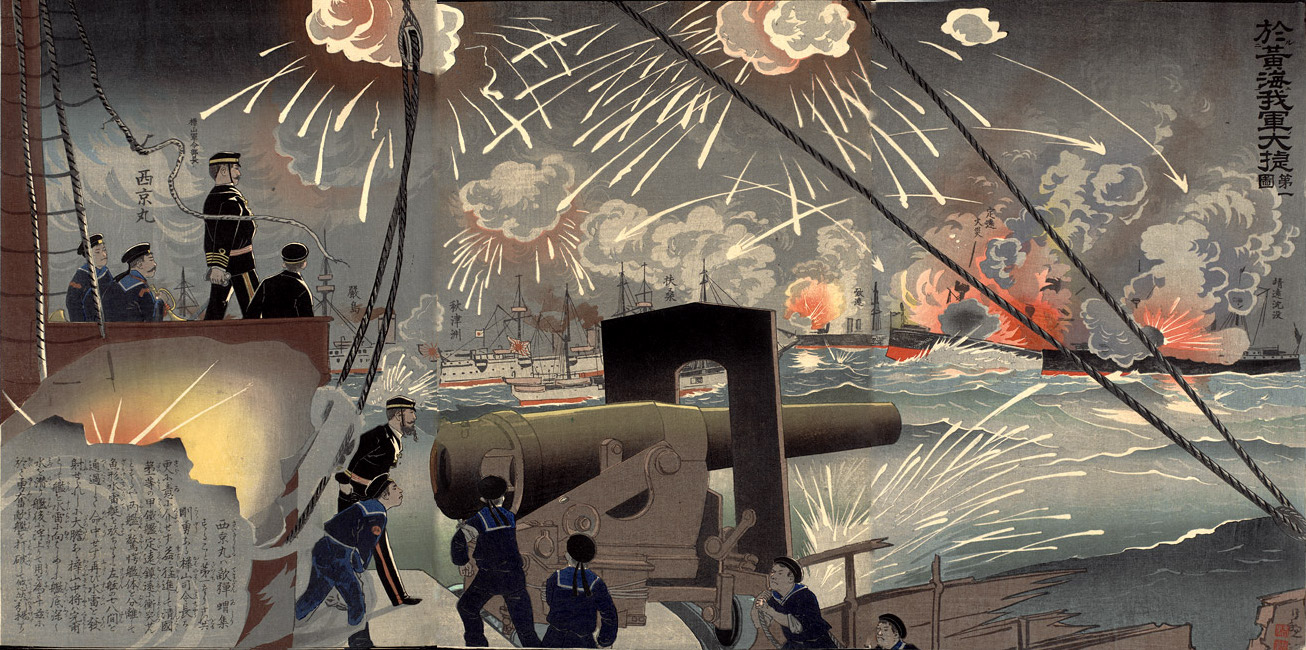
Битва в Жовтому морі by Korechika
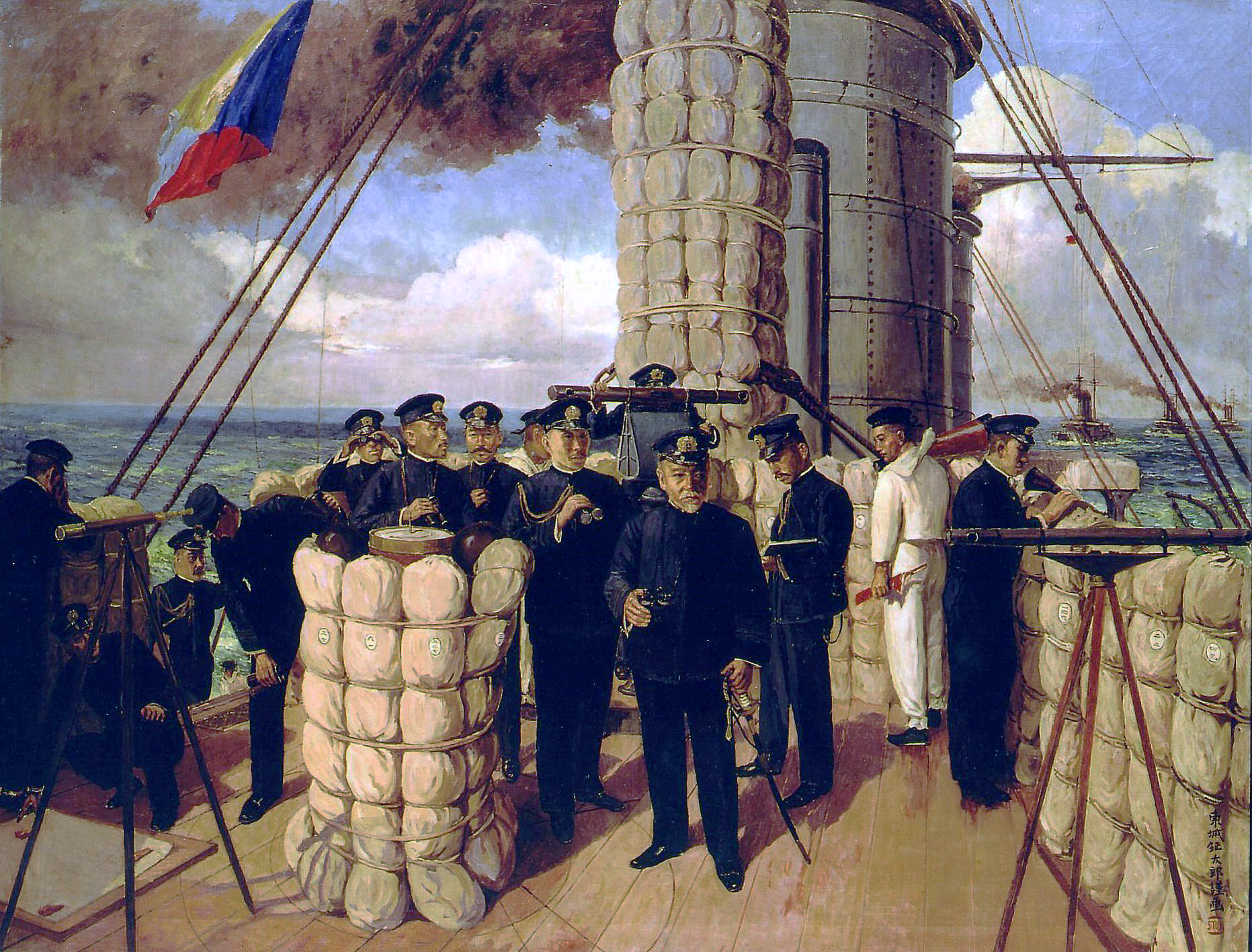
Адмірал Тоґо на містку броненосця «Мікаса» на початку Цусімської битви, в 1905